# Högadel
Högadel var adel av högre rang än lågadeln. Traditionellt högadliga titlar i många europeiska länder var hertig, markis och greve.
I Sverige räknades tidigare riksrådsätterna till högadeln, senare grevar, friherrar och riddarklassen. Grevar och friherrar utgjorde betitlad högadel, medan adelsmän som tillhörde riddarklasserna var obetitlad högadel.
I Tyskland ansågs fram till 1919 endast furstar och hertigar tillhöra högadeln, medan vanliga grevar utan förläningar inte inkluderades. I Spanien granderna, i Ungern magnaterna, i det forna Ryssland furstar och bojarer. I Storbritannien har överhusets ärftliga medlemmar räknats till högadeln.
En benämning på japansk högadel är kwazoku.